# ムード歌謡 〜歌姫昭和名曲集
『ムード歌謡 〜歌姫昭和名曲集』（ムードかよう うたひめしょうわめいきょくしゅう）は、日本の歌手中森明菜のカバー・アルバム。このアルバムは2009年6月24日にユニバーサルシグマよりリリースされた（CD: UMCK-1315、CD+DVD: UMCK-9283、デジタル・ダウンロード）。

## 背景
『ムード歌謡 〜歌姫昭和名曲集』は、カバー・アルバム企画歌姫シリーズ、『艶華 -Enka-』、2008年12月発売の『フォーク・ソング〜歌姫抒情歌』に続く新企画で、本作では1960年代から1970年代の昭和のムード歌謡をカバーした。このアルバムは、中森にとって初となる3か月連続リリースの第一弾アルバムとして2009年6月24日に、通常盤 (CD: UMCK-1315)と初回限定盤 (CD+DVD: UMCK-9283)とデジタル・ダウンロードの3形態で同時発売された。初回限定盤のDVDにはこのアルバムでカバーした、「他人の関係」、「雨の御堂筋」、「伊勢佐木町ブルース」のレコーディング映像が収録された。本作のレコーディングは、SOUND INN STUDIOS、CRESCENT Studio、Sony Music Studios Tokyo、Studio at the Palmsで行われた。このアルバムの収録楽曲全曲のサウンド・プロデューサーとアレンジャーには、セルフカバー・ベスト・アルバム『Akina Nakamori〜歌姫ダブル・ディケイド』で編曲を務めた村田陽一を迎えた。アレンジは「ビッグバンド」を基調としている。本作のディスクジャケットでは、中央区立京橋図書館及び共同通信社提供による表ジャケットの日本劇場をはじめ、いずれも昭和の光景を映したスナップを採用し、CD・初回限定盤DVDでは、レコード盤をモチーフとしたレーベル・デザインとなった。告知用ポスターでは中森を被写体に、上下逆さまの構図で映し出されている。
本作リリース前にあたる前年2008年開催のディナーショー・ツアーで本作収録楽曲を初披露後、『ムード歌謡 〜歌姫昭和名曲集』リリース後の2009年12月より行われた2009 Xmas Dinner Showでも同アルバムから披露された。

## 批評
『CDジャーナル』は本作について「自身のデビュー時の持ち歌かと錯覚する『絹の靴下』、ジャジィな『非情のライセンス』の解釈は新鮮で痛快。」と批評。『47NEWS』のつのはず誠は「作品全体で演奏と溶け込んだ歌唱には、先人に対する敬意もにじんでいる。」と総評し、さらに「全13曲で39分。なのに、並々ならぬ満腹感。これこそが3分ドラマの神髄だと再認識させられるはず。」と付け加えている。

## チャート成績
本作は、オリコン週間アルバムチャートの2009年7月6日付で初登場し、最高順位30位を記録した。同チャートには、計3週に渡ってランクインしている。

## 収録曲
| 全編曲: 村田陽一。 |                                                    |            |                                                      |       |
| #                  | タイトル                                           | 作詞       | 作曲                                                 | 時間  |
| 1.                 | 「氣氛歌謡 Opening」(instrumental)                 |            | 村田陽一                                             | 1:51  |
| 2.                 | 「経験」(辺見マリのカバー曲)                       | 安井かずみ | 村井邦彦                                             | 2:18  |
| 3.                 | 「恋の季節」(ピンキーとキラーズのカバー曲)         | 岩谷時子   | いずみたく                                           | 3:05  |
| 4.                 | 「夢は夜ひらく」(藤圭子のカバー曲)                 | 石坂まさを | 曾根幸明                                             | 4:29  |
| 5.                 | 「他人の関係」(金井克子のカバー曲)                 | 有馬三恵子 | 川口真                                               | 4:00  |
| 6.                 | 「面影」(しまざき由理のカバー曲)                   | 佐藤純弥   | 菊池俊輔                                             | 4:28  |
| 7.                 | 「雨の御堂筋」(欧陽菲菲のカバー曲)                 | 林春生     | B. Bogle・M. Taylor・D. Wilson・J. McGee・J. Durrill | 2:42  |
| 8.                 | 「ラブユー東京」(黒沢明とロス・プリモスのカバー曲) | 上原尚     | 中川博之                                             | 2:31  |
| 9.                 | 「絹の靴下」(夏木マリのカバー曲)                   | 阿久悠     | 川口真                                               | 2:08  |
| 10.                | 「コモエスタ赤坂」(ロス・インディオスのカバー曲)   | 西山隆史   | 浅野和典                                             | 2:50  |
| 11.                | 「非情のライセンス」(野際陽子のカバー曲)           | 佐藤純弥   | 菊池俊輔                                             | 3:39  |
| 12.                | 「伊勢佐木町ブルース」(青江三奈のカバー曲)         | 川内康範   | 鈴木庸一                                             | 3:31  |
| 13.                | 「氣氛歌謡 Ending」(instrumental)                  |            | 村田陽一                                             | 1:38  |
| 合計時間:          | 合計時間:                                          | 合計時間:  | 合計時間:                                            | 39:10 |

| #  | タイトル               | 作詞       | 作曲                                                 |
| -- | ---------------------- | ---------- | ---------------------------------------------------- |
| 1. | 「他人の関係」         | 有馬三恵子 | 川口真                                               |
| 2. | 「雨の御堂筋」         | 林春生     | B. Bogle・M. Taylor・D. Wilson・J. McGee・J. Durrill |
| 3. | 「伊勢佐木町ブルース」 | 川内康範   | 鈴木庸一                                             |

## クレジット
『ムード歌謡 〜歌姫昭和名曲集』のライナー・ノーツより
ミュージシャン
| - 西村浩二：トランペット (M-1-3、5、8-9、13)、フリューゲル・ホルン (M-5) - 菅坡雅彦：トランペット (M-1、3、9、13) - 奥村晶：トランペット (M-1、3、9、13) - 横山均：トランペット (M-1、3、9、13) - 村田陽一：トロンボーン (M-1-3、5-6、8-9、13) - 広原正典：トロンボーン (M-1、3、9、13) - 箱山芳樹：トロンボーン (M-1、3、9、13) - 池城勉：バス・トロンボーン (M-1、3、9、13) - 近藤和彦：アルト・サックス (M-1、3、9、13) - 吉田治：アルト・サックス (M-1、3、9、13) - 小池修：テナー・サックス (M-1-3、5、8-9、13) - 竹野昌邦：テナー・サックス (M-1、3、9、13)、アルト・サックス (M-2、5、8) - 山本拓夫：バリトン・サックス (M-1-3、5、8-9、13) | - 中西康晴：ハモンド・オルガン (M-1-3、8-9)、ピアノ (M-13) - 佐野康夫：ドラムス (M-1-5、7-9、11、13) - 納浩一：エレクトリック・ベース (M-1、3、9)、ウッド・ベース (M-13) - 石成正人：エレクトリック・ギター (M-1、3、5、7、9、11、13) - 小松秀行：エレクトリック・ベース (M-2、4-5、7-8、11) - 伊丹雅博：エレクトリック・ギター (M-2、4、8)、ガット・ギター (M-6) - 佐山雅弘：ピアノ (M-4、6) - 山根公男：クラリネット (M-4) - 十亀正司：クラリネット (M-4) - 笹路正徳：ローズ (M-5、11)、ウーリッツァー (M-5)、ピアノ (M-7) | - ボブ・サング：フルート & バス・クラリネット (M-5) - 加瀬達：ウッド・ベース (M-6) - 古賀慎治：トロンボーン (M-6) - 池上亘 (4 Bone Lines)：トロンボーン (M-6) - 黒金寛行 (4 Bone Lines)：バス・トロンボーン (M-6) - 市川秀男：ピアノ (M-10、12) - 渡嘉敷祐一：ドラムス (M-10、12) - 高水健司：ウッド・ベース (M-10、12) - 三好"3吉"功郎：エレクトリック・ギター (M-10、12) - 篠崎正嗣ストリングス：ストリングス (M-10-11) - 浜田均：ビブラフォン (M-12) |

スタッフ
| - サウンド・プロデュース & アレンジメント：村田陽一 - オール・トラックス・レコーディング & ミキシング・エンジニア：安達義規 - アシスタント・エンジニア：Kayoko Umeda (SOUND INN STUDIOS)、Kunihiro Imazeki (CRESCENT Studio)、Nobuyuki Murakami (Sony Music Studios Tokyo)、Ryan Wiese (Studio at the Palms)、石光孝 (MIXER'S LAB) - ミキシング・スタジオ：ウエストサイド - レコーディング・スタジオ：SOUND INN STUDIOS、CRESCENT Studio、Sony Music Studios Tokyo、Studio at the Palms - ミュージシャン・コーディネーター：Noriko Sekiya (Face Music) | - レコーディング・コーディネーター (LV)：Norio Yamamoto - レコーディング・コーディネーション (Japan)：Halftone Music & Systems - シューティング・コーディネーター：Kaz Ogiso - アート・ディレクション & デザイン：Masashi Fukutani (amana interactive) - Faithway：Yumiko Kawabata - アートワーク・コーディネーション：宮本仁美 (UNIVERSAL MUSIC LLC) - A&R：森淳一、Masao Hata（ユニバーサルシグマ） - Head of Marketing & Product Management Division：大原浩（ユニバーサルシグマ） | - セールス・プロモーション：Naoko Iwasaki（ユニバーサルシグマ） - Heads of Media Promotion：Daisuke Fujikawa and Chie Itoh（ユニバーサルシグマ） - スーパーヴァイザーズ：佐々友成、川原伸司 - エグゼクティヴ・プロデューサーズ：寺林晁 (UNIVERSAL MUSIC LLC)、藤倉尚（ユニバーサルシグマ） - エグゼクティヴ・プロデューサー & ディレクター：門村崇志 - スペシャル・サンクス：Zoe Thrall (Studio at the Palms)、京橋図書館・共同通信社 |

## リリース履歴
| 発売日        | レーベル                 | 規格   | 品番      | 備考                     |
| ------------- | ------------------------ | ------ | --------- | ------------------------ |
| 2009年6月24日 | ユニバーサルシグマ       | CD     | UMCK-1315 | 通常盤                   |
| 2009年6月24日 | ユニバーサルシグマ       | CD+DVD | UMCK-9283 | 初回限定盤               |
| 2017年5月3日  | ユニバーサルシグマ       | UHQCD  | UPCH-7281 | 限定盤                   |
| 2023年6月28日 | ユニバーサルシグマ       | CD     | UPCY-7874 | スペシャルプライス再発盤 |
| 2024年2月21日 | ユニバーサルミュージック | LP     | UPJY-9379 | 初アナログLP化、限定盤   |

## 参照
1. 1 2 3 4 5 6  『ムード歌謡 〜歌姫昭和名曲集』（12cmCD+DVD）中森明菜、ユニバーサルシグマ、2009年6月24日。UMCK-9283。
2. ↑  “楽天ブックス: ムード歌謡〜歌姫昭和名曲集 - 中森明菜 : CD”.  楽天. 2011年5月26日閲覧。
3. 1 2 3  “中森明菜 - ムード歌謡 〜歌姫昭和名曲集[初回限定盤][+DVD] - UNIVERSAL MUSIC JAPAN”.  ユニバーサル ミュージック合同会社. 2012年7月6日閲覧。
4. 1 2 3  “ムード歌謡〜歌姫昭和名曲集 中森明菜のプロフィールならオリコン芸能人事典-ORICON STYLE”.  オリコン. 2012年4月15日閲覧。
5. ↑  “中森明菜 / フォーク・ソング〜歌姫抒情歌 [CD] [アルバム] - CDJournal.com”.   音楽出版社. 2012年7月6日閲覧。
6. ↑  “中森明菜 UNIVERSAL MUSIC OFFICIAL WEBSITE”.   ユニバーサルミュージック合同会社. 2009年6月29日時点のオリジナルよりアーカイブ。2011年7月30日閲覧。
7. 1 2  “芸能：ZAKZAK”. 夕刊フジ.  産業経済新聞社 (2009年5月15日). 2009年5月18日時点のオリジナルよりアーカイブ。2012年7月6日閲覧。
8. ↑  “中森明菜 - ムード歌謡 〜歌姫昭和名曲集 - UNIVERSAL MUSIC JAPAN”.   ユニバーサルミュージック合同会社. 2012年7月6日閲覧。
9. ↑  “iTunes - ミュージック - 中森明菜「ムード歌謡 〜歌姫昭和名曲集〜」”.  Apple. 2012年7月6日閲覧。
10. ↑  『Akina Nakamori〜歌姫ダブル・ディケイド』（12cmCD）中森明菜、ユニバーサルJ、2002年12月4日。UMCK-1139。
11. 1 2  “中森明菜 / ムード歌謡〜歌姫昭和名曲集 [CD] [アルバム] - CDJournal.com”.   音楽出版社. 2011年5月26日閲覧。
12. ↑  中森明菜オフィシャル・ファンクラブ「FAITHWAY」会報、vol.27（2009年4月）、vol.30（2010年4月）
13. ↑  “「隠れた名盤」3分ドラマの神髄 中森明菜 『ムード歌謡〜歌姫昭和名曲集〜』 - エンタメ - 47NEWS（よんななニュース）”.  全国新聞ネット (2009年7月22日). 2012年7月6日時点のオリジナルよりアーカイブ。2011年5月26日閲覧。
14. ↑  “CDアルバム 週間ランキング-ORICON STYLE ランキング”. 2009年06月22日〜2009年06月28日のCDアルバム週間ランキング（2009年07月06日付）.   オリコン. 2012年4月15日閲覧。